# Nierbachtal
Nierbachtal (bis 1975 Grimlinghausen) ist ein Ortsteil der Gemeinde Bestwig. Im Januar 2020 hatte Nierbachtal 29 Einwohner. Der Ort liegt an der L 915 und am Nierbach.

## Geschichte
Das Dorf Nierbachtal hieß bis zum Jahr 1975 Grimlinghausen. Im Rahmen der kommunalen Neugliederung gab es in der Gemeinde Bestwig zwei Orte mit diesem Namen. Aus diesem Grund wurde der Ort in Nierbachtal umbenannt.
Freiherr Carl von Lüninck zu Ostwig erwarb im Jahr 1822 in dem Dorf den Hof Humpert. 1827 tauschten die von Lüninck den ehemaligen Schultenhof im damaligen Grimlinghausen gegen das Kemper-Gut zu Ostwig, welches den Schulten zu Grimlinghausen gehörte.
Am 10. Juni 2007 kam es nach einem ausgiebigen Platzregen in Nierbachtal zu einer Überflutung, wobei Gräben, Anfahrtswege und einige Gebäude überschwemmt wurden. Eingeschlossene Personen mussten deshalb von der eingesetzten Freiwilligen Feuerwehr aus dem oberen Stockwerken gerettet werden.

## Wirtschaft
In dem Ort befinden sich ein großer Verladeplatz, ein Gasthof und eine Pflanzhalle.